# 弗勒勒维尔
弗勒勒维尔（法語：Freulleville，法語發音：[fʁœlvil]）是法国滨海塞纳省的一个市镇，属于迪耶普区。

## 地理
弗勒勒维尔（49°49'32"N, 1°14'10"E）面积11.13 平方千米，位于法国诺曼底大区滨海塞纳省，该省份为法国北部沿海省份，其西部及北部濒大西洋英吉利海峡，东起顺时针与索姆省、瓦兹省、厄尔省和卡爾瓦多斯省接壤。
与弗勒勒维尔接壤的市镇（或旧市镇、城区）包括：圣日耳曼代塔布勒、圣雅克达列蒙、小托尔西。
弗勒勒维尔的时区为UTC+01:00、UTC+02:00（夏令时）。

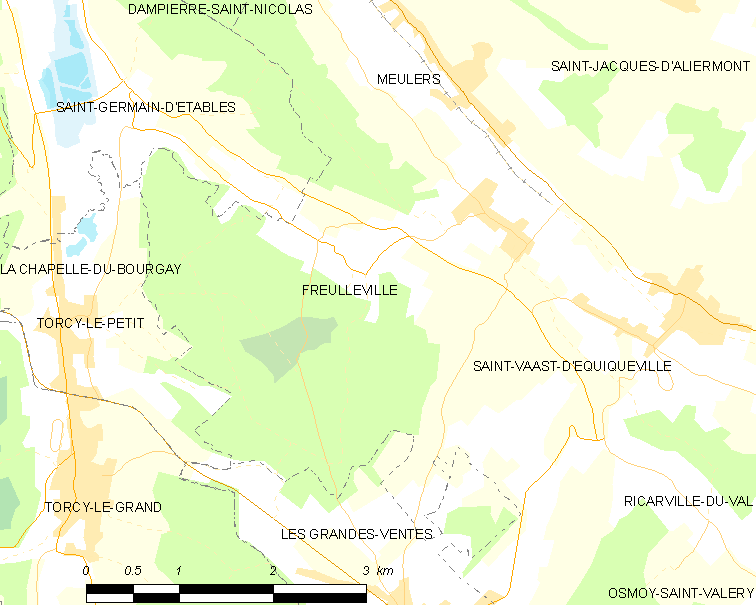
弗勒勒维尔的OSM定位图

## 行政
弗勒勒维尔的邮政编码为76510，INSEE市镇编码为76288。

## 政治
弗勒勒维尔所属的省级选区为迪耶普第二县。

## 人口

1962-2008年间弗勒勒维尔人口变化图示

弗勒勒维尔于2022年1月1日时的人口数量为378人。